# المدرسة اللوثرية للصم
المدرسة اللوثرية للصم هي مدرسة خاصة للصم في هونغ كونغ أسسها سينودس الكنيسة اللوثرية في هونغ كونغ. وهي توفر التعليم الابتدائي والثانوي للصم. يجب تصنيف الطلاب على أنهم يعانون من ضعف شديد في السمع (ضعف السمع في كلتا الأذنين) للتسجيل من خلال ترتيب من مكتب التعليم.

## تاريخ
تأسست المدرسة اللوثرية للصم في عام 1968. تم تأسيسها في شارع شيري، هونج كونج. اضطرت المدرسة إلى استئجار جزء من معهد كونكورديا اللاهوتي في ياو يات تسوين بسبب عدم وجود عدد كاف من الفصول الدراسية لفترة من الوقت. في فبراير 1990، تم الانتهاء من بناء الحرم الجامعي الجديد في كواي تشونغ. انتقل كل من القسم الابتدائي والثانوي إلى الحرم الجامعي الجديد.
في عام 2012، حصلت المدرسة على 2.9 مليون دولار هونج كونج من صندوق التعليم الجيد لتنفيذ برنامج التعليم بمساعدة الإشارات من فبراير 2012 إلى يناير 2015. في عام 2015، حصلت المدرسة على 2.4 مليون دولار هونج كونج إضافي من الصندوق لمواصلة البرنامج حتى يوليو 2017.
اعتبارًا من العام الدراسي 2018/19، ومع حل مدرسة تشون توك، أصبحت مدرسة لوثرية للصم هي المزود الوحيد للتعليم الابتدائي والثانوي في المنطقة.
في يناير 2023، أعلنت المدرسة أنه يتعين على جميع الطلاب تعلم النشيد الوطني وأنها تخطط لإضافة عنصر كورالي إلى الأغنية.

## مقرر
تتبع مدرسة اللوثرية للصم الهيكل الأكاديمي السائد، حيث توفر ست سنوات من التعليم الابتدائي المجاني، وأربع سنوات من التعليم الثانوي الإعدادي المجاني، وثلاث سنوات من التعليم الثانوي العالي المجاني. يلتحق الطلاب بدبلومة هونج كونج للتعليم الثانوي في الصف الثالث من التعليم الثانوي العالي. يتم تدريس الدورات من قبل المعلمين الذين تم تدريبهم في مجال التعليم الخاص. يتم استخدام التعليم اللفظي ولغة الإشارة أثناء الدروس.

## خدمة التعليم الخاص
خدمة دعم الطلاب الصم
تدير المدرسة خمسة مراكز حول هونج كونج: في جزيرة هونج كونج وفي الأقاليم الجديدة الشرقية، وكولون، والأقاليم الجديدة الغربية، وكواي تشونغ. توفر هذه الخدمات الدعم لطلاب المدارس الابتدائية والثانوية الصم.
خدمة علاج النطق
تتضمن خدمة علاج النطق خدمات التقييم والعلاج والاستشارة للآباء والمعلمين.
خدمة السمع
تشمل خدمات السمع فحص المعينات السمعية، وفحص زراعة القوقعة، وخدمة شراء البطاريات، وفحص قالب الأذن، وتقييم السمع.

## الجدل
مدير المدرسة، شو جي ايان، هو أيضًا عضو في اللجنة التنفيذية لجمعية هونغ كونغ للصم. كانت هناك تقارير صماء تفيد بوجود ثلاثة أعضاء في اللجنة ينتهكون دستور الجمعية حيث أن إجمالي مدة خدمتهم أطول من الحد الأقصى وهو 30 عامًا، وبالتالي لم يتم انتخابهم بشكل صحيح. وقالوا أيضًا إنهم تعرضوا للقمع عند استجوابهم خلال اجتماعات الأعضاء. ردت الجمعية قائلة إن دستور الجمعية لم يفرض قيودًا على إجمالي مدة الولاية، وبالتالي تم انتخاب الأعضاء بشكل صحيح، لكنها لم توضح أكثر من ذلك.

## روابط خارجية
- الموقع الرسمي